# پنیدنیا
پنیدنیا (به لاتین: Penideniya) یک منطقهٔ مسکونی در سری‌لانکا است که در استان مرکزی (سری‌لانکا) واقع شده‌است.